# Café de Paris (Mônaco)

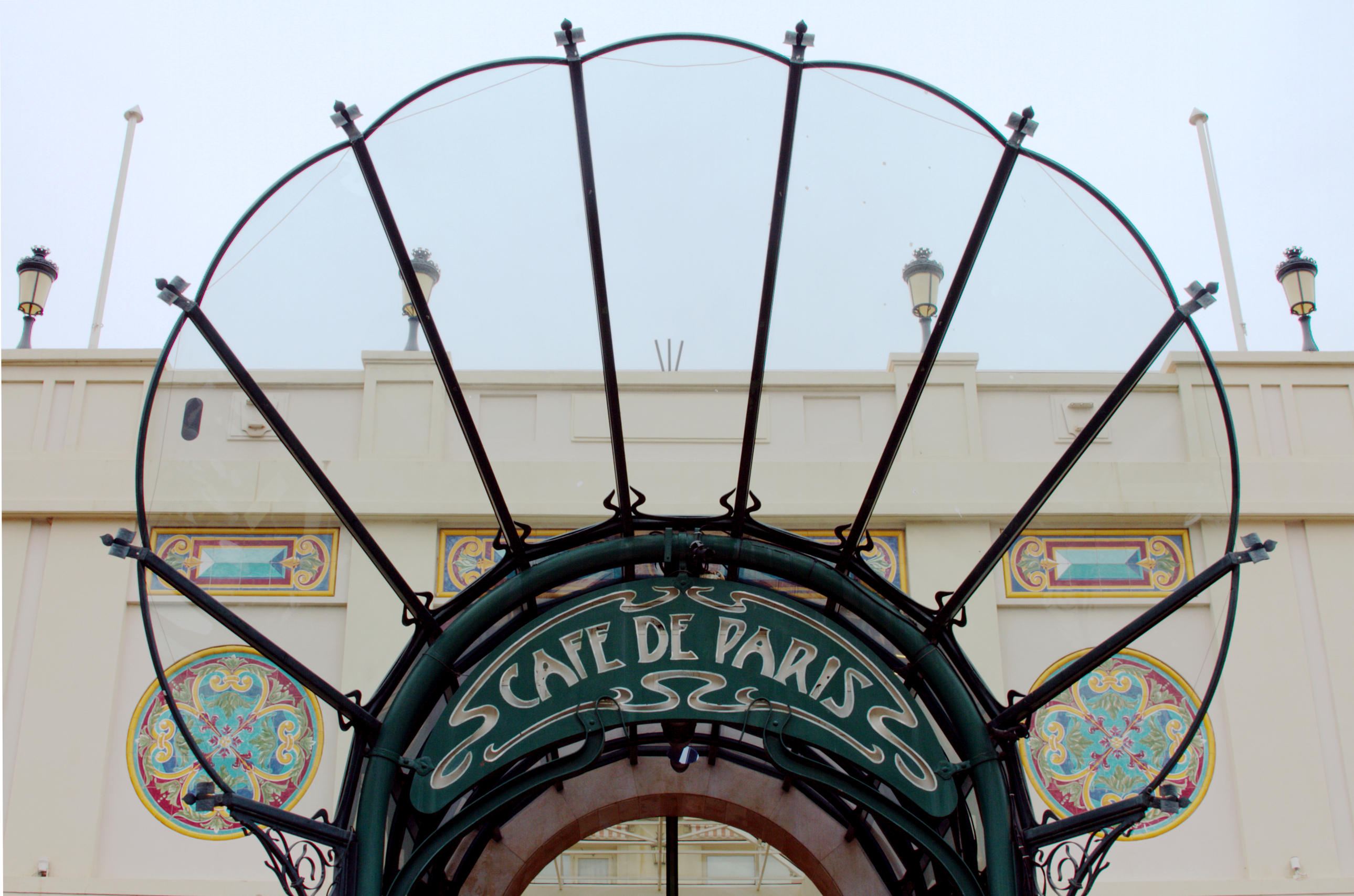
Café de Paris

Café de Paris é um famoso café e restaurante em estilo Belle Époque da década de 1900 localizado em Monte Carlo e vizinho do famoso Casino, na place du Casino, de frente para o Hôtel de Paris.

## História

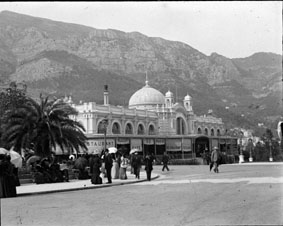
Café em 1899.

Fundado em 1868 juntamente com a cidade de Monte Carlo e ao mesmo tempo que o Cassino e o Hôtel de Paris por François Blanc e o príncipe Carlos III de Mônaco, ele foi batizado originalmente de "Café Divan". Sofreu diversas reformas até os anos 30 e foi inteiramente reformado em 1988, voltando a exibir o estilo "Belle Époque" da década de 1900, como os antigos bistrôs parisienses.